# Amegilla nubica
Amegilla nubica är en biart som först beskrevs av Amédée Louis Michel Lepeletier 1841.  Amegilla nubica ingår i släktet Amegilla och familjen långtungebin. Inga underarter finns listade i Catalogue of Life.